# Cerro El Rodado
El cerro El Rodado o del Rodado es una montaña ubicada en el cordón Martínez de Rozas en la reserva provincial Lago del Desierto que se encuentra ubicada en el departamento Lago Argentino de la provincia de Santa Cruz de Argentina. El poblado más cercano es El Chaltén.
La historiografía chilena consideró que en el laudo de 1902 el demarcador británico lo señaló como fronterizo al estar en el cordón ya mencionado hasta la resolución de la disputa de la laguna del Desierto en 1995.